# Le Train
Le Train mit Sitz in l’Isle-d’Espagnac ist eine private französische Eisenbahngesellschaft im Personenfernverkehr.

## Hintergrund
Le Train wurde im Februar 2020 von Tony Bonifaci und Alain Gétraud gegründet und erhielt am 24. Dezember 2022 die Lizenz als Eisenbahnverkehrsunternehmen.
Ziel des Unternehmens ist die Bereitstellung regionaler Hochgeschwindigkeitsverbindungen mit hoher Taktfrequenz. Die ersten beiden Linien sollen ab 2026 Bordeaux–Nantes und Bordeaux–Rennes sein, ohne durch Paris fahren zu müssen. Die durchschnittliche Fahrzeit Bordeaux - Nantes soll so 2 Stunden und 54 Minuten betragen, was eine Einsparung von etwa 1 Stunde und 15 Minuten pro Fahrt bedeuten würde. Le Train soll anschließend den Pendlerverkehr rund um Bordeaux in Richtung Arcachon und Angoulême ausbauen.
Anfangsfinanzierung erfolgte im Jahr 2022 durch die Genossenschaftsbanken Crédit Mutuel Arkéa und Crédit Agricole.
Im Jahr 2023 wurden EUR 8 Mio. eingeworben; auch diese Finanzierung wurde von Crédit Mutuel Arkéa und Crédit Agricole, sowie regionalen Investoren, getragen. Mitte 2024 erklärte das Unternehmen, es sei eine weitere Kapitalerhöhung von bis zu EUR 400 Mio. geplant.
Im selben Jahr kündigte Le Train an, 350 Millionen Euro aufbringen zu wollen, um die Anschaffung neuer Züge zu finanzieren und den Ausbau seiner Eisenbahninfrastruktur zu unterstützen. Januar 2023 schloss Le Train eine Vereinbarung mit dem spanischen Hersteller Talgo über den möglichen Erwerb einer Flotte von bis zu zehn Hochgeschwindigkeitszügen des Typs Avril; der Vertrag beinhaltet die Wartung und ein Zentrum in Nouvelle-Aquitaine.